# Kandis (band)
 For alternative betydninger, se Kandis. (Se også artikler, som begynder med Kandis)
Kandis er et dansk danseband, der består af forsanger og guitarist Johnny Hansen, keyboardspiller Jens Erik Jensen, trommeslager Frank Thøgersen, guitarist Mads Hyldahl og bassist Ole Svendsen. 
Kandis spillede første gang den 4. januar 1989 til et enkebal på Hotel Phønix i Thisted, og i 1993 kom deres gennembrud med nummeret "En lille ring af guld", som lå på dansktoppen i 33 uger. Kandis har solgt over 1,5 millioner album. I 2022 opnåede Kandis rekorden for flest guld- og platinplader i Danmark, med 55 stk.
Kandis har siden begyndelsen spillet hovedsageligt dansktop-musik, inspireret af det svenske danseband Vikingarna. Senere i karrieren inkorporerede Kandis country-poprock, og siden 2008 også den tyske schlager-stil.
Både Kandis 8 (2000) og Kandis 9 (2002) vandt prisen for Årets Dansktop Udgivelse ved Danish Music Awards.
I 2005 medvirkede gruppen i Dansk Melodi Grand Prix 2005 med sangen "Lonnie fra Berlin".
I 2021 udkom filmen Kandis for Livet, der omhandler gruppens fans. Filmen portrætterer nogle fans, der finder trøst og mening med livet i gruppens musik. 

## Diskografi

### Studiealbummer
- 1990: Kandis 1 (oprindeligt udgivet som Hvilke herlige dage)
- 1991: Kandis 2 (oprindelig udgivet som Dansen går)
- 1992: Kandis 3
- 1993: Kandis 4
- 1995: Kandis 5
- 1996: Kandis 6
- 1998: Kandis 7
- 1999: Kandis 10års jubilæumsmedley
- 1999: Nu ved jeg julemanden er på vej
- 2000: Kandis 8
- 2002: Kandis 9
- 2003: Kandis 10
- 2005: Kandis 11
- 2008: Kandis 12
- 2009: Kandis 13
- 2010: De bedste julehilsner
- 2011: Kandis 14
- 2012: Kandis No. 15
- 2014: Kandis 16
- 2016: Liebesgrüsse aus Dänemark (tysksproget album)
- 2016: Kandis 17
- 2018: Kandis 18
- 2019: Kandis 19: Latest & Greatest
- 2020: Kandis 20
- 2021: Kandis 21
- 2023: Kandis 22

### Opsamlingsalbummer
- 1997: Gold
- 1998: Det bedste 1990-93
- 1999: De største af de første
- 2001: Våre favoritter (norsk opsamling)
- 2003: Gennem tiderne (bokssæt opsamling: Dansepladen, De stille, Vores versioner, Vores egne)
- 2007: Gold 2
- 2009: Kandis (bokssæt med Kandis 1–10)
- 2017: Mindernes café – de store og de små
- 2019: Jubilæum: 30 år 1989–2019

### Livealbummer
- 2004: Kandis Live (CD/DVD)
- 2009: Kandis Live 2 – 20 års jubilæumsshow (CD/DVD)
- 2013: Kandis 25 år (CD/DVD)
- 2020: Kandis Lørdagsbal (CD/DVD)

### Øvrige albummer
- 2013: Sommerdansen 2013
- 2014: Sommerdansen 2
- 2015: Sommerdansen 3
- 2016: Sommerdansen 4
- 2017: Sommerdansen 5
- 2018: Sommerdansen 6